# MY Большого Пса
MY Большого Пса (лат. MY Canis Majoris) — одиночная переменная звезда в созвездии Большого Пса на расстоянии (вычисленном из значения параллакса) приблизительно 10708 световых лет (около 3283 парсеков) от Солнца. Видимая звёздная величина звезды — от +11,1m до +10,5m.

## Характеристики
MY Большого Пса — красная углеродная пульсирующая полуправильная переменная звезда типа SRB (SRB) спектрального класса C4+(N) или C.